# World Tour w siatkówce plażowej 2001
World Tour w siatkówce plażowej 2001 składał się z 24 turniejów organizowanych przez FIVB. Do cyklu World Tour zaliczono zawody Goodwill Games oraz Mistrzostwa Świata, które odbywały się w tym roku odpowiednio w Brisbane i Klagenfurcie.

## Zawody

### Klasyfikacja turniejów
| World Championships |
| Grand Slam          |
| Open                |

### Mężczyźni
| Turniej                                                     | 1 miejsce                                          | 2 miejsce                      | 3 miejsce                                      | 4 miejsce                          |
| ----------------------------------------------------------- | -------------------------------------------------- | ------------------------------ | ---------------------------------------------- | ---------------------------------- |
| Spain Open Teneryfa, Hiszpania 13 - 17 czerwca              | Tande Ramos Emanuel Rego 21–19, 21–14              | Martin Laciga Paul Laciga      | Mariano Baracetti Martín Conde 21–15, 25-23    | John Child Mark Heese              |
| Swiss Open Gstaad, Szwajcaria 20 - 24 czerwca               | Stein Metzger Kevin Wong 21–17, 22-20              | Martin Laciga Paul Laciga      | Tande Ramos Emanuel Rego 22–20, 21–17          | José Loiola Ricardo Santos         |
| German Open Berlin, Niemcy 27 czerwca - 1 lipca             | Julien Prosser Lee Zahner 18-21, 28-26, 22-20      | Martin Laciga Paul Laciga      | Tande Ramos Emanuel Rego 21-16, 21-18          | Patrick Heuscher Stefan Kobel      |
| Phillips Norway Open Stavanger, Norwegia 4 - 8 lipca        | Tande Ramos Emanuel Rego 21-19, 21-15              | Martin Laciga Paul Laciga      | Zé Marco de Melo Rogério Ferreira 21-17, 21-15 | John Child Mark Heese              |
| Italian Open Lignano, Włochy 11 - 15 lipca                  | Mariano Baracetti Martín Conde 21-17, 21-16        | José Loiola Ricardo Santos     | Tande Ramos Emanuel Rego 21-19, 21-12          | Stein Metzger Kevin Wong           |
| French Grand Slam Marsylia, Francja 17 - 22 lipca           | Mariano Baracetti Martín Conde 21-19, 21-19        | Tande Ramos Emanuel Rego       | Stein Metzger Kevin Wong 33-31, 13-21, 15-11   | Dain Blanton Eric Fonoimoana       |
| Portugal Open Espinho, Portugalia 25 - 29 lipca             | José Loiola Ricardo Santos 11-21, 21-17, 19-17     | Martin Laciga Paul Laciga      | Tande Ramos Emanuel Rego 27-25, 19-21, 15-8    | Jody Holden Conrad Leinemann       |
| World Championships Klagenfurt, Austria 1 - 5 sierpnia      | Mariano Baracetti Martín Conde 25-23, 12-21, 20-18 | José Loiola Ricardo Santos     | Vegard Høidalen Jørre Kjemperud 21-16, 21-14   | Rob Heidger Chip McCaw             |
| Belgium Open Ostenda, Belgia 8 - 12 sierpnia                | Tande Ramos Emanuel Rego 19-21, 21-16, 15-9        | José Loiola Ricardo Santos     | Martin Laciga Paul Laciga 21-18, 21-11         | Mariano Baracetti Martín Conde     |
| Goodwill Games Brisbane, Australia 29 sierpnia - 4 września | José Loiola Ricardo Santos 21-14, 21-13            | Mariano Baracetti Martín Conde | Stein Metzger Kevin Wong 23-21, 21-19          | Eric Fonoimoana Rob Heidger        |
| Spain Open Majorka, Hiszpania 12 - 16 września              | Tande Ramos Emanuel Rego 14-21, 21-18, 20-18       | Mariano Baracetti Martín Conde | Roberto Lopes Franco Neto 21-17, 26-24         | Sergey Ermishin Mikhail Kouchnerev |
| Brazil Open Vitória, Brazylia 27 listopada - 2 grudnia      | Tande Ramos Emanuel Rego 18-21, 24-22, 15-12       | José Loiola Ricardo Santos     | Martin Laciga Paul Laciga 21-18, 25-23         | Thomas Klepper Murilo Toscano      |

### Kobiety
| Turniej                                                       | 1 miejsce                                        | 2 miejsce                         | 3 miejsce                                         | 4 miejsce                            |
| ------------------------------------------------------------- | ------------------------------------------------ | --------------------------------- | ------------------------------------------------- | ------------------------------------ |
| Macau Open Makau, Makau 4 - 8 lutego                          | Natalie Cook Kerri Pottharst 28-26, 21-13        | Shelda Bede Adriana Behar         | Misty May Holly McPeak 26-24, 20-22, 15-10        | Barbra Fontana Elaine Youngs         |
| Italy Open Cagliari, Włochy 13 - 17 czerwca                   | Barbra Fontana Elaine Youngs 10-21, 21-19, 15-11 | Natalie Cook Kerri Pottharst      | Shelda Bede Adriana Behar 22-20, 21-12            | Sandra Pires Tatiana Minello         |
| Swiss Open Gstaad, Szwajcaria 19 - 23 czerwca                 | Shelda Bede Adriana Behar 21-15, 22-20           | Barbra Fontana Elaine Youngs      | Misty May Kerri Walsh 21-15, 21-16                | Sandra Pires Tatiana Minello         |
| Spain Open Gran Canaria, Hiszpania 4 - 8 lipca                | Shelda Bede Adriana Behar 21-16, 21-16           | Barbra Fontana Elaine Youngs      | Sandra Pires Tatiana Minello 21-15, 21-18         | Eva Ryšavá Soňa Nováková-Dosoudilová |
| French Grand Slam Marsylia, Francja 16 - 22 lipca             | Barbra Fontana Elaine Youngs 21-13, 21-14        | Shelda Bede Adriana Behar         | Lisa Arce Holly McPeak walkower                   | Natalie Cook Kerri Pottharst         |
| Portugal Open Espinho, Portugalia 24 - 28 lipca               | Misty May Kerri Walsh 22-20, 24-22               | Shelda Bede Adriana Behar         | Barbra Fontana Elaine Youngs 21-15, 11-21, 15-13  | Natalie Cook Kerri Pottharst         |
| World Championships Klagenfurt, Austria 1 - 4 sierpnia        | Shelda Bede Adriana Behar 21-16, 21-18           | Sandra Pires Tatiana Minello      | Eva Ryšavá Soňa Nováková-Dosoudilová 21-17, 21-19 | Barbra Fontana Elaine Youngs         |
| Japan Open Osaka, Japonia 8 - 12 sierpnia                     | Shelda Bede Adriana Behar 23-21, 28-30, 15-13    | Misty May Kerri Walsh             | Barbra Fontana Elaine Youngs 21-14, 21-14         | Natalie Cook Kerri Pottharst         |
| China Open Maoming, Chiny 15 - 19 sierpnia                    | Shelda Bede Adriana Behar 21-18, 18-21, 17-15    | Sandra Pires Tatiana Minello      | Natalie Cook Kerri Pottharst 21-19, 19-21, 15-11  | Chi Rong Xiong Zi                    |
| Hong Kong Open Hongkong, Hongkong 22 - 26 sierpnia            | Shelda Bede Adriana Behar 21-16, 21-15           | Misty May Kerri Walsh             | Daniela Gattelli Lucilla Perrotta 21-15, 21-16    | Sandra Pires Tatiana Minello         |
| Goodwill Games Brisbane, Australia 29 sierpnia - 4 września   | Sandra Pires Tatiana Minello 21-18, 23-21        | Shelda Bede Adriana Behar         | Barbra Fontana Elaine Youngs 21-12, 25-23         | Natalie Cook Kerri Pottharst         |
| Brazil Open Fortaleza, Brazylia 30 października - 4 listopada | Shelda Bede Adriana Behar 21-19, 22-20           | Holly McPeak Kerri Walsh Jennings | Dianne DeNecochea Liz Masakayan 22-20, 21-19      | Rebekka Kadijk Marrit Leenstra       |